# Бёрнс, Джим
Джеймс Томас Кевин «Джим» Бёрнс (англ. James Thomas Kevin «Jim» Byrnes; род. 22 сентября 1948, Сент-Луис, США) — американский актёр, гитарист и блюзовый музыкант.

## Дискография
- Burning (1981) Polydor (vinyl)
- I Turned My Nights Into Days (1987) Stony Plain Records (vinyl)
- That River (1995) Stony Plain
- Love Is A Gamble (2001) One Coyote Music
- Fresh Horses (2004) Black Hen Music
- House of Refuge (2006) Black Hen Music
- My Walking Stick (2009) Black Hen Music

## Фильмография
- 1991 — Омен 4: Пробуждение — Ноа
- 1992—1998 — Горец — Джо Доусон
- 2000 — Горец: Конец игры — Джо Доусон
- 2000 — Первая волна (сериал) — 3 сезон 13 серия — Тайлер Грир
- 2006 — Горец: Источник — Джо Доусон
- 2008—2011 — Убежище — Грегори Магнус
- 2010 — Дружба — это чудо — Глэдмэйн (эпизод «Вива Лас-Пегас»)